# アダルトVR
アダルトVR（アダルトブイアール）は、基本的には性的行為・性行為をVR視聴用に収めたポルノ映画もしくはポルノグラフィ、ポルノゲームのことで、視聴者の性的欲求を満足させるためのものである。日本における独自の名称であり、その他の国では一般的に「VR Porn」もしくは「3D Porn」と呼ばれる。
双眼式のVR撮影用にカスタマイズされて専用のビデオカメラで撮影されたポルノ映像・ゲームで、日本国内でストリーミングやデータファイルなどで合法的に流通されている。

## 主なアダルトVR

### コンピュータゲーム
- カスタムメイド3D（アペンドディスクにより対応）[1]
- カスタムメイド3D2（アップデートにより対応）[2]
- カスタムオーダーメイド3D2（上記作品の続編）
- なないちゃんとあそぼ!（同人作品）[3]
- アンナちゃんとあそぼ!（上記作品の続編）
- VRカノジョ[4]

### アダルトアニメ
CG作成によってPC内に仮想空間を作り、イラストを仮想空間にモデリングすることで、奥行きや立体感を再現したアニメーションのVR動画。ただ映像が立体的に見えるだけでなく、目線に合わせたアングルの変化と遠近感を生み出し、まるでエロアニメの世界に入り込んだかのような臨場感を作り出す。二次創作の同人VRや、同人サークルが作成したVRエロアニメが人気であり、有名ゲームのヒロインをモデルにした作品が多い。
- ファイナルファック～禁断の三角関係～
- 欲望の宇宙ステーションVR

### CGAV
2023年にはCGAV女優（バーチャルAV女優）がVR作品にて相次いでデビューし、2023年9月18日週FANZA動画フロアランキングでは6位に『【VR】エロバース 真性処女アイドルAVデビュー！ 紗藤られみ』（エスワン）、5位に『【VR】メタプリンセス 次元アイリ 現役美少女！ Eighteen（エイティーン） 放課後電撃デビュー！！』（メタプリ）がランクインした。特にこれまで実写作品を制作してきたエスワンがCGAVに参入したのは特筆的といえる（両作品ともゲーム要素はなく、180度視界が採用されるなど実写アダルトVRの流れをくむ）。
バーチャルアイドル#CGAV女優も参照。

## 歴史

### 実写アダルトVR
大手動画配信サイト・DMM.comR-18（のちにFANZA）は2016年11月、VRに対応したアダルト動画の配信を開始。さらにAV会社大手、ソフト・オン・デマンドは2016年12月、アダルトVRを個室鑑賞できる店舗「SOD VR」を秋葉原にオープンした。
2016年11月10日発売「【VR】吉川あいみと寸止め同棲生活 CHAPTER.01 見せつけ着衣オナニー」（WAAPグループ VR）がアダルトVR第1弾として発売。当時はダウンロード容量の兼ね合いもありチャプターごとに分割された16分の作品だった。2018年ごろから作品リリースが増え始め、FANZAの「VR専用」タイトルは2020年時点で約8,000本。2018年の年間作品ランキングベスト100のうち、44本がVR作品になるまで需要が増した。この頃になると120～180分程度の長時間作品も増えている。
2017年にはユーザー有志による年2回のレビュー＆表彰サイト「このエロVRがすごい！」が開始された。
2019年時点では女性との距離感が重要との考慮から360度作品から180度立体視作品が多くなっている。また発展とともに一般アダルトビデオ同様、単体女優作品とフェチ作品という両極端な傾向が求められているという。同年2月発売の『雪山遭難VR』は女性と密着しなければならないというシチュエーションを作り込み、同年のDMMアダルトダウンロード数1位を記録。前述の「このエロVRがすごい！」でも上半期1位となった。
2020年よりカメラの仰角を大きく天井方向に振る「天井特化」作品が増え、ランキング上位となっていく。前述の180度立体視も含め、一般的なVRと異なり没入感を求めた結果、視覚範囲を意図的に狭める傾向にあると言える。
海外では2015年に誕生以来、欧米を中心に発達。米国「VR Bangers」、スペイン「Virtual Real Porn」、チェコ「Czech VR」など1か月単位の会員制をとる配信サイトが多い。日本と異なり海外作品の多くはDRMフリー。2022年時点で市場規模は全体で400億ドル超と見積もられている。
2022年8月、デジタルコマースが日本初の8K VR動画『桃乃木かなと究極イチャラブ同棲生活。』を無料配信開始。2023年6月には計15作品以上の販売を開始し、8K時代へ突入した。

## 課題
スマートフォン用VRグラスで気軽にVRを楽しめることもあり、2017年の時点でコンテンツの開発は少しずつ増えている一方、VRを扱ったムックや雑誌の増刊号の売れ行きは思わしくなく、あるアダルト雑誌の出版社の社員は「うちでも企画はしたものの、他社の類似誌の数字を見て取りやめた」とおたぽるの昼間たかしの取材に対して述べている。
昼間は普及を阻害する要素の一つとして必要な機材の価格の高さを挙げているが、アダルトビデオの普及が当時高額だったビデオデッキの普及につながったことを踏まえると、魅力的なコンテンツがあれば機材の購入に踏み切るのではないかと推測している。
VR用ヘッドマウントディスプレイ開発は日進月歩で高性能、軽量化が進むが、ヘッドマウントディスプレイや連動するSEXトイの開発は2022年時点でアメリカ、ドイツ、中国が先行している。日本は後れを取っているが、映像とトイを連動させる技術は映像に信号を埋め込む必要があり、この技術は日本が優位に立っている。これはモザイク処理が必須の日本では、動画を加工する技術に古くからノウハウを持っているからだとされる。
一方で、アダルトサイトではVR作品が人気を確立してきており、今後VRのゲームなどが一般家庭に普及することで2Dのアダルトビデオと変わらない人気が出ると思われる。
実写作品に関しては、当初は没入感ゆえの編集点への違和感があったため、最後まで一度もカットせずに撮りきらなければならない状況があったが、カメラ機材および編集技術の向上により2022年現在違和感を減らすことにも成功している。それでも男優がカメラによって固定される関係上、演者に画角の把握も含めた一人芝居が要求されるため、最低限の演技経験が求められる。AV芸人・リボルバーヘッドによると、このため約5年の女優キャリア経過とともにVR作品からの出演オファーが増える傾向にあるという。SODクリエイトの制作部プロデューサー・金井陽平は「喋るのが上手いと作品のレベルも上がる。女優さんが喋るのが上手だと自然な感じになる」。「女優の演技と監督の意図が上手く絡むと良い作品になる」。同制作部VRテクニカルディレクターの柏倉弘は「（ぎこちない演技も逆にリアルであるものの）演技が上手な女優さんはAVの世界に入り込ませてくれますので、色々なメーカーさんから声が掛かります」とやはり演技力が求められる傾向を認めている。
国内作品の海外展開に関してはモザイク処理があることが障壁となっているが、一方で「ジャポルノ」として細かな作り込み、フェチ要素などとともに特徴となっており、ストロングポイントともなっている。前述の金井は「海外のほうがゴーグルなど機材が一般に普及している。成熟した外国市場を取りに行くのに、あえてモザイクが入った面白い作品を作るのもいい」と答えており、別のVR製品関係者は海外勢に負けないためには政府の後押しも必要と意見している。
金井は2DのDVD動画は映画とするなら「VRは舞台」に近いと製作感覚の違いを例えている。

### 現実との区別の不明瞭化
2017年、イングランドのニューカッスル大学の博士課程の学生らで構成される研究チームは、45人の実験協力者を2つのグループに分け、内容の異なるアダルトVRを視聴してもらうという実験を行い、いずれのグループも現実のセックスよりも満足したという結果が出た。
また、協力者らに完璧な「3Dファンタジー」の作成を依頼し、タブー領域を深く掘り下げる研究にも協力してもらったところ、出来上がった「3Dファンタジー」の多くが男性が女性に性行為を強要するといった現実世界の許容範囲を超えていた。
研究チームは、実験結果について「人によってはアダルトVRによって過激なところまで逸脱することがあり、このようなコンテンツに依存して徐々に歯止めが利かなくなる恐れがある」とし、リアリティが増しつつあるアダルトVRがカップルの関係に影響を与えたり性差別や女性に対する暴力を助長する恐れがあることも指摘した。
また、研究チームは3D画像ツールによる自作ポルノの広まりによってリベンジポルノが簡単にできてしまうことについても指摘しており、VRヘッドセットのメーカーに対して、自社の技術を用いて視聴してもよい内容に関するガイドラインを制定するよう要請した。